# Nat Neujean
Nat Neujean (* 5. Januar 1923 als Nathanaël Neuman in Antwerpen; † 4. Februar 2018 in Uccle/Ukkel) war ein belgischer Bildhauer. Sein bekanntestes Werk ist eine Bronzestatue der Comicfiguren Tim und Struppi.

## Leben
Von 1939 bis 1941 war Neujean Schüler an der  Koninklijke Academie voor Schone Kunsten (Antwerpen). Nach Anweisungen der Akademie wurde er als Jude diskriminiert und nach Brüssel versetzt.
Er war Mitglied der Königlichen Akademie von Belgien.
Neujean erstellte Statuen aus Bronze. Im Jahr 2014 wurden einige seiner Skulpturen im Hergé-Museum in Ottignies-Louvain-la-Neuve ausgestellt.

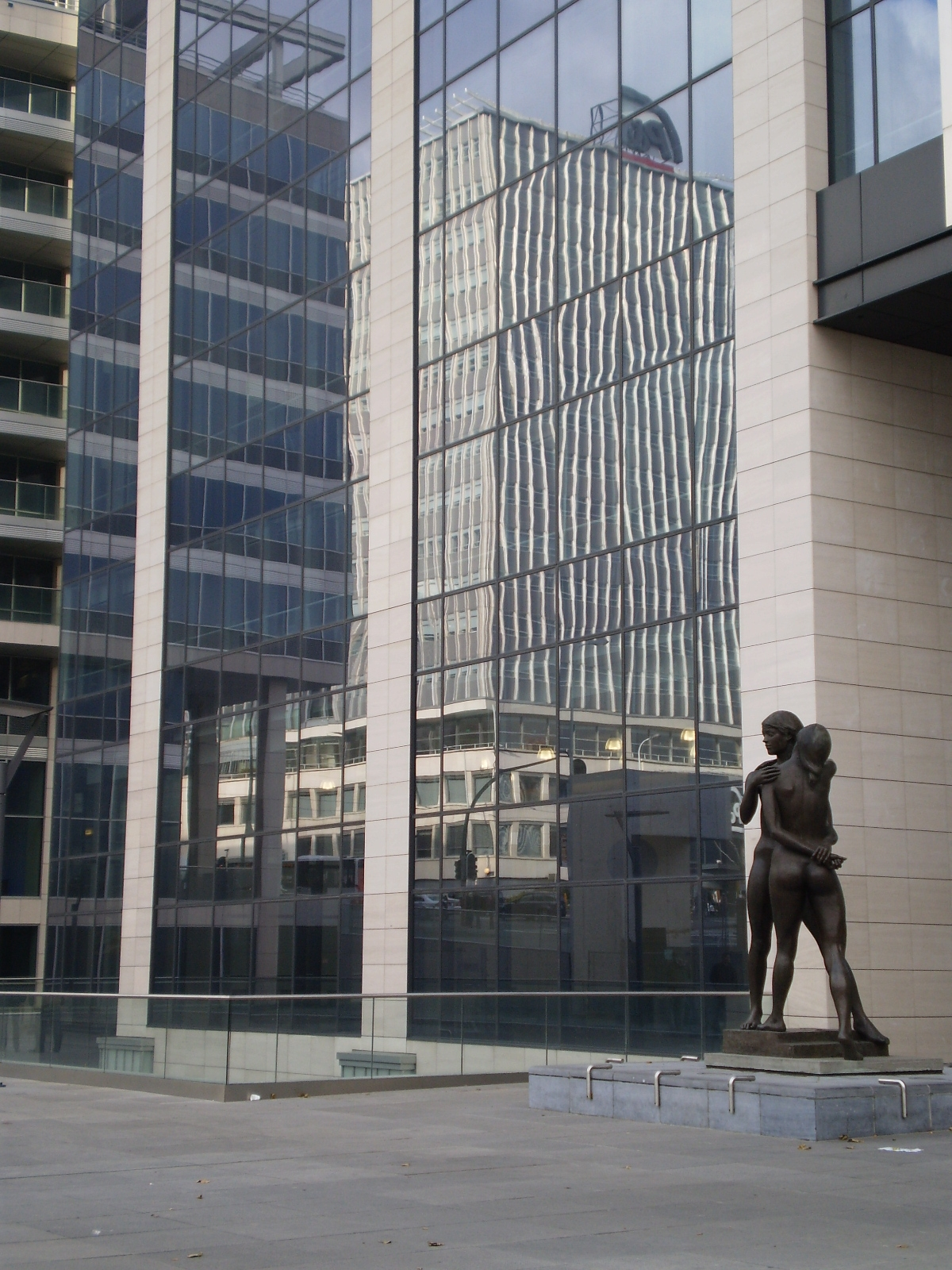
Der Finanztower mit Neujeans Skulptur

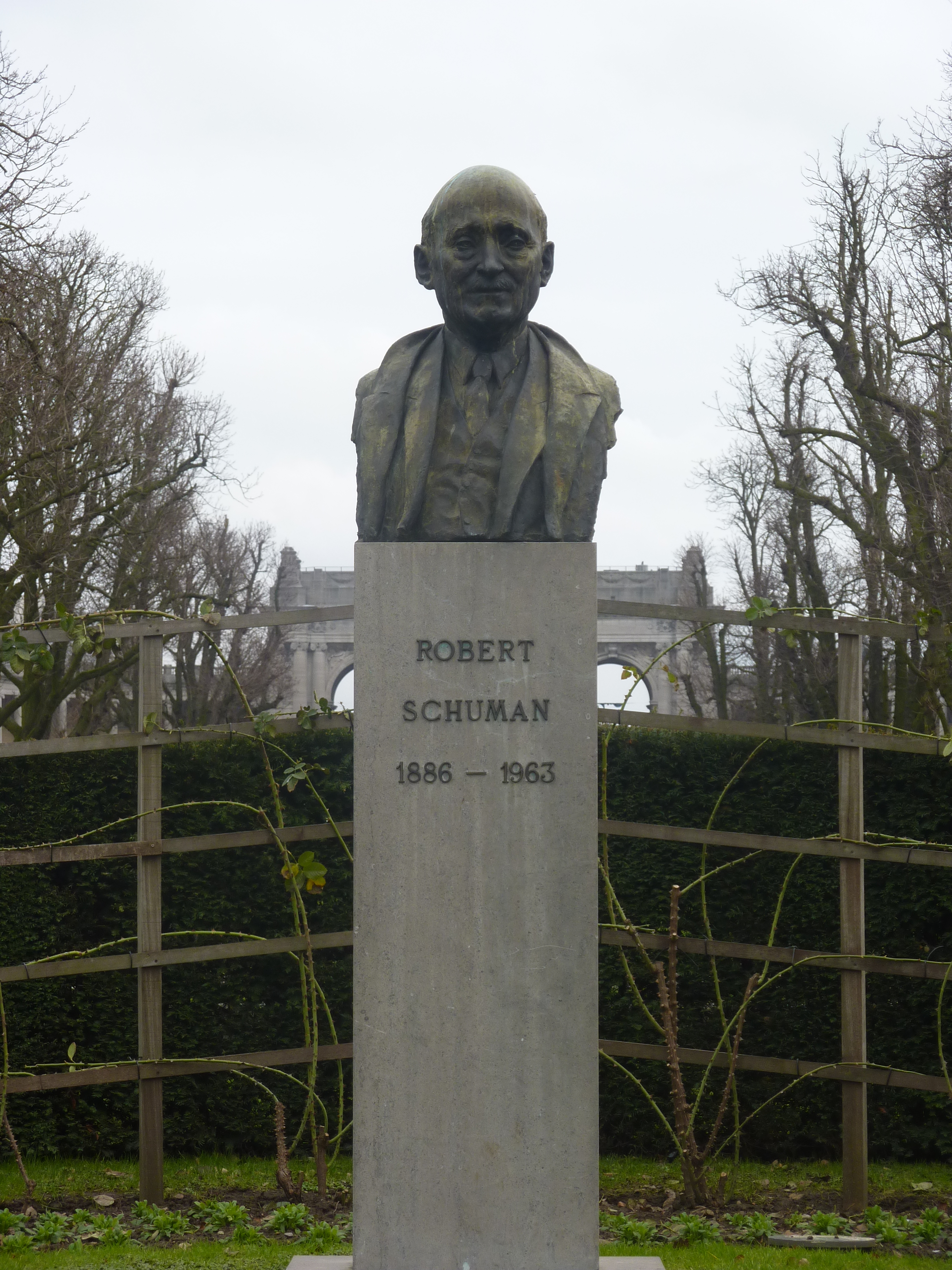
Büste Robert Schumans im Brüsseler Jubelpark

## Werke
- TinTin (1954 – Büste):
Ausgestellt im Belgischen Comiczentrum in Brüssel
- L’Anglaise (1957)
- Hergé (1958)
- La Déportation (1961)
- La Chute (1965; Höhe: 46 cm)
- La Douce (1966; Höhe: 89 cm)
- La Belle Toscane (1967)
- Jeune fille au soleil (1967)
- L’Amazone (1967; Höhe: 87 cm)
- L’Obstacle (1970)
- TinTin et Milou (1976):
Tim-und-Struppi-Statue; 4 Exemplare: Ausgestellt im Brüsseler Comiccafé, im Moof-Museum, im Hergé-Museum und im Gebäude des Kulturzentrums Uccle (in den 1980er Jahren im Wolvendael Park; später vorübergehend im Hergé-Museum)
- La Surprise (1977)
- L’Âme sentinelle (1982–84; Bronze, Höhe: 400 cm): Ausgestellt am Brüsseler Finanztower
- Robert Schuman (1987; Büste aus Bronze): Ausgestellt im Brüsseler Jubelpark

## Ehrungen
Neujean ist Großoffizier des  Leopoldsordens.